# Эскишехир Ататюрк
Стадион Эскишехир Ататюрк (тур. Eskişehir Atatürk Stadı) — многофункциональный стадион в Эскишехире (Турция). В настоящее время он используется преимущественно для футбольных матчей местным клубом «Эскишехирспор». Вместимость стадиона составляет 13 520 человек, он был построен в 1953 году. Стадион был назван в честь турецкого государственного деятеля Мустафы Кемаля Ататюрка.